# 烈香黄耆
烈香黄耆（学名：Astragalus graveolens）为豆科黄芪属的植物。分布于克什米尔地区、印度西北部、阿富汗以及中国大陆的云南等地，生长于海拔500米至3,000米的地区，常生长在山坡草甸，目前尚未由人工引种栽培。